# La Part-Dieu

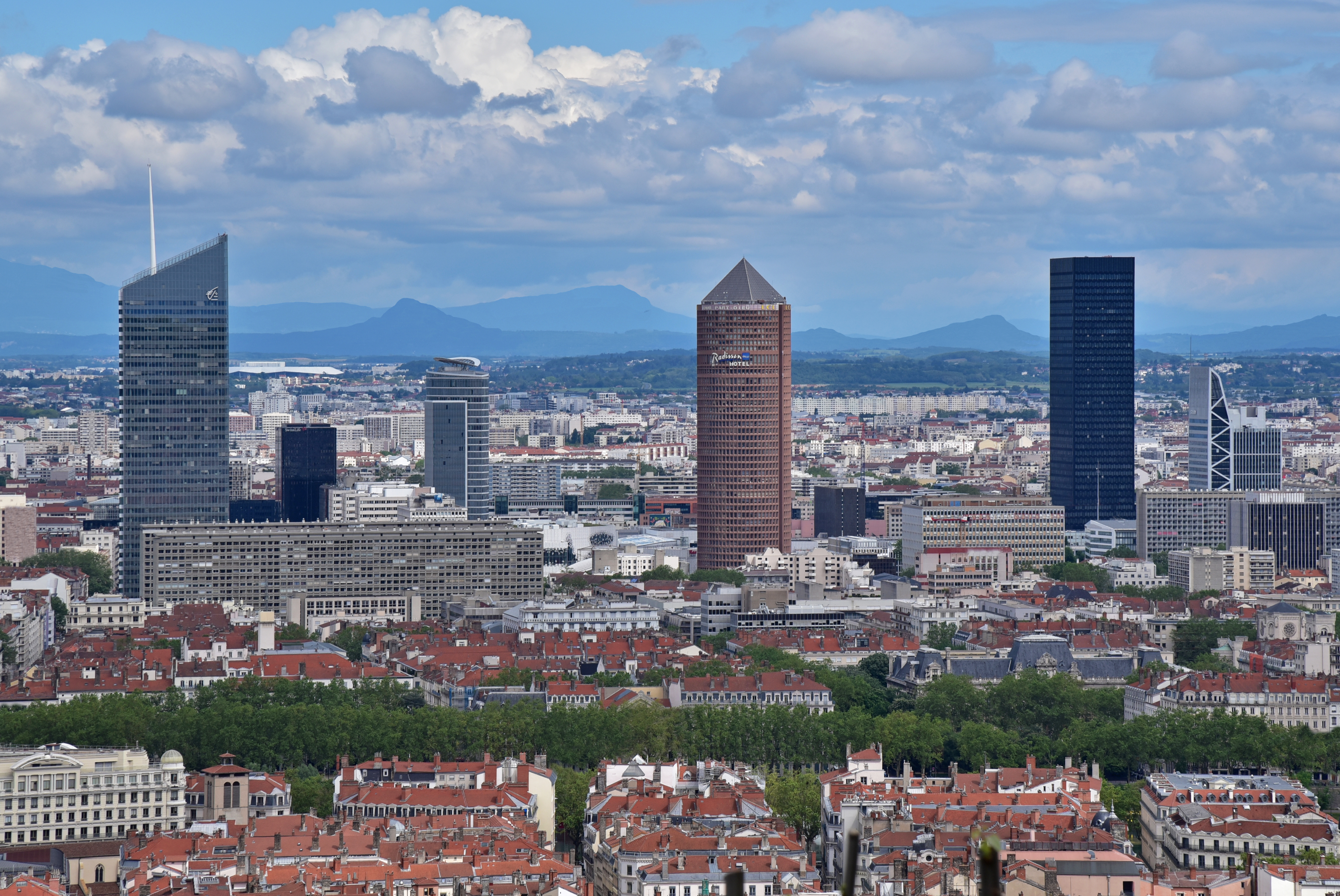
Lyon Part-Dieu

El barrio de La Part-Dieu está ubicado en el 3.er distrito de la ciudad de Lyon. Este distrito es el segundo distrito de negocios de Francia, después de La Défense de París, con 1 600 000 m² de servicios y 50.000 puestos de trabajo.
Situado al este del Ródano, en este barrio, además, se encuentra la estación de trenes Lyon Part-Dieu. Está limitada al oeste por la calle Garibaldi, al sur por la calle Paul Bert, al este por la calle de la Villette y en el norte por Cours Lafayette.

## Educación
La Part-Dieu alberga varios establecimientos de educación superior, en particular las escuelas de negocios ISG y MBway, así como las escuelas de ingeniería IPSA (aeronáutica y aeroespacial) y Sup'Biotech (biotecnología).